# Roch-Étienne de Vichy
Pour les autres membres de la famille, voir Maison de Vichy.
Roch-Étienne de Vichy, né le 7 juillet 1753 à Paulhaguet (Haute-Loire), et mort à Paris le 3 avril 1829, est un ecclésiastique français, évêque d'Autun sous la Restauration. Il appartient à la Maison de Vichy.
Il fut prieur d'Anzy-le-Duc, aumônier de la reine Marie-Antoinette, membre de la Chambre des pairs et conseiller d'État.

## Biographie
Né dans une grande et ancienne famille du Bourbonnais, il voit le jour le 7 juillet 1753 au château de Paulhaguet, dans l'arrondissement de Brioude. Son père est le comte Gilbert Barthélemy de Vichy, capitaine au régiment de Poitou et chevalier de Saint-Louis, et sa mère est Jeanne Surrel de Montchamp (Montchaut) qui l'avait épousé le 23 mars 1751, et qui donna ensuite naissance à Jean-Baptiste en 1758, et à Jeanne-Antoinette, qui devint religieuse.
Comme la plupart des membres de son lignage, il embrasse le métier des armes. Il est successivement sous-lieutenant en 1772 et lieutenant en 1778 au régiment de Picardie. Il quitte l'armée la même année et entre à Saint-Sulpice. Abbé commendataire de l'abbaye de Saint-Ferme, il devient le dernier prieur du prieuré d'Anzy-le-Duc, dont il est seigneur et baron. Il est nommé vicaire général auprès de François de Narbonne-Lara, évêque d'Évreux, qui était l'aumônier de Mesdames de France avec lesquelles il émigra.
Aumônier de la reine Marie-Antoinette qu'il ne quitta que contraint et forcé, il émigra en Bavière. De retour en France, il s'installe au château familial de Montceaux-l'Étoile et y remplit pendant cinq mois les fonctions curiales, de septembre 1803 à janvier 1804. Il devient l'aumônier de la duchesse d'Angoulême, dite Madame Royale.
Nommé évêque de Soissons en 1817, il ne prit jamais possession de son évêché et se voit confier la charge épiscopale d'Autun le 30 juillet 1819, qu'il occupa jusqu'à sa mort. Il est nommé pair de France en 1823 et conseiller d'État en 1824. Le 28 septembre 1824, il fait sa fondation, à Autun, avec l'autorisation délivrée par une ordonnance royale du 15 décembre 1824.
Roch-Étienne de Vichy meurt à Paris le 3 avril 1829.

## Titres et fonctions

### Titres nobiliaires
- comte de Vichy ;
- seigneur et baron d'Anzy-le-Duc.

### Grades militaires
- sous-lieutenant, en 1772 ;
- lieutenant, en 1778.

### Fonctions ecclésiastiques
- abbé commendataire de l'Abbaye de Saint-Ferme ;
- vicaire général d'Évreux ;
- prieur du prieuré d'Anzy-le-Duc ;
- aumônier de la Reine Marie-Antoinette ;
- aumônier de la duchesse d'Angoulême sous la Restauration ;
- évêque de Soissons en 1817. Dont il ne prit pas possession du siège ;
- évêque d'Autun en 1819, jusqu'à sa mort à Paris en 1829.

### Fonctions civiles
- pair de France, en 1823 ;
- conseiller d'État, en 1824.

## Armoiries
armes des Vichy
« De vair plein », alias : « de vair de quatre tires »
Supports
Un griffon et un sauvage, couronne de comte, écu environné du manteau de pair (armes de Roch-Étienne de Vichy), ou encore : un lion et un sauvage, armé d'une massue.
Devises
- « Tantum valent, quantum sonant »[7] ;
- « Tantum valet, quantum sonat »[6].